# Final Mundial de Atletismo 2004
La 2a Final Mundial de Atletismo de la IAAF se realizó en el Estadio Louis II en Mónaco el 18 y 19 de septiembre de 2004 y las pruebas de lanzamiento de martillo en Szombathely, Hungría el 7 de septiembre de 2004.

## Medallistas

### Eventos de hombres
| Evento                  | 1o:                               | 2o:                             | 3o:                          |
| ----------------------- | --------------------------------- | ------------------------------- | ---------------------------- |
| 100 metros              | Asafa Powell, Jamaica             | Francis Obikwelu, Portugal      | Abdul Aziz Zakari, Ghana     |
| 110 m vallas            | Allen Johnson, Estados Unidos     | Maurice Wignall, Jamaica        | Staņislavs Olijars, Letonia  |
| 200 metros              | Asafa Powell, Jamaica             | Frankie Fredericks, Namibia     | Stéphan Buckland, Mauricio   |
| 400 metros              | Michael Blackwood, Jamaica        | Derrick Brew, Estados Unidos    | Otis Harris, Estados Unidos  |
| 400 m vallas            | Bershawn Jackson, Estados Unidos  | James Carter, Estados Unidos    | Kemel Thompson, Jamaica      |
| 800 metros              | Yusuf Saad Kamel, Baréin          | Joseph Mutua, Kenia             | Bram Som, Holanda            |
| 1500 metros             | Ivan Heshko, Ucrania              | Alex Kipchirchir, Kenia         | Laban Rotich, Kenia          |
| 3000 metros             | Eliud Kipchoge, Kenia             | James Kwalia, Kenia             | Mulugeta Wendimu, Etiopía    |
| 3000 m obstáculos       | Saif Saeed Shaheen, Catar         | Ezekiel Kemboi, Kenia           | Paul Kipsiele Koech, Kenia   |
| 5000 metros             | Sileshi Sihine, Etiopía           | Dejene Berhanu, Etiopía         | Augustine Choge, Kenia       |
| Salto de longitud       | Ignisious Gaisah, Ghana           | Dwight Phillips, Estados Unidos | John Moffitt, Estados Unidos |
| Salto triple            | Christian Olsson, Suecia          | Danil Burkenya, Rusia           | Kenta Bell, Estados Unidos   |
| Salto de altura         | Stefan Holm, Suecia               | Yaroslav Rybakov, Rusia         | Mark Boswell, Canadá         |
| Salto con pértiga       | Timothy Mack, Estados Unidos      | Toby Stevenson, Estados Unidos  | Derek Miles, Estados Unidos  |
| Lanzamiento de bala     | Joachim Olsen, Dinamarca          | Adam Nelson, Estados Unidos     | Manuel Martínez, España      |
| Lanzamiento de disco    | Mario Pestano, España             | Zoltán Kővágó, Hungría          | Aleksander Tammert, Estonia  |
| Lanzamiento de jabalina | Breaux Greer, Estados Unidos      | Andreas Thorkildsen, Noruega    | Jan Železný, República Checa |
| Lanzamiento de martillo | Olli-Pekka Karjalainen, Finlandia | Ivan Tikhon Bielorrusia         | Krisztián Pars, Hungría      |

### Eventos de mujeres
| Evento                  | 1o:                                        | 2o:                               | 3o:                             |
| ----------------------- | ------------------------------------------ | --------------------------------- | ------------------------------- |
| 100 metros              | Veronica Campbell, Jamaica                 | Aleen Bailey, Jamaica             | Lauryn Williams, Estados Unidos |
| 100 m vallas            | Joanna Hayes, Estados Unidos               | Jenny Adams, Estados Unidos       | Lacena Golding-Clarke, Jamaica  |
| 200 metros              | Veronica Campbell, Jamaica                 | Debbie Ferguson, Bahamas          | Aleen Bailey, Jamaica           |
| 400 metros              | Ana Guevara, México                        | Monique Hennagan, Estados Unidos  | DeeDee Trotter, Estados Unidos  |
| 400 m vallas            | Sandra Glover, Estados Unidos              | Tatyana Tereshchuk, Ucrania       | Brenda Taylor, Estados Unidos   |
| 800 metros              | Hasna Benhassi, Marruecos                  | Jearl Miles Clark, Estados Unidos | Mina Aït Hammou, Marruecos      |
| 1500 metros             | Kelly Holmes, Reino Unido                  | Tatiana Tomashova, Rusia          | Yelena Zadorozhnaya, Rusia      |
| 3000 metros             | Meseret Defar, Etiopía                     | Yelena Zadorozhnaya, Rusia        | Lidia Chojecka, Polonia         |
| 5000 metros             | Elvan Abeylegesse, Turquía                 | Isabella Ochichi, Kenia           | Ejegayehu Dibaba, Etiopía       |
| Salto de longitud       | Irina Simagina, Rusia                      | Tatiana Lébedeva, Rusia           | Tatiana Kotova, Rusia           |
| Salto triple            | Françoise Mbango Etone, Camerún            | Tatiana Lébedeva, Rusia           | Yamilé Aldama, Sudán            |
| Salto de altura         | Yelena Slesarenko, Rusia                   | Viktoriya Styopina, Ucrania       | Iryna Myjalchenko, Ucrania      |
| Salto con pértiga       | Yelena Isinbáyeva, Rusia                   | Tatiana Polnova, Rusia            | Anna Rogowska, Polonia          |
| Lanzamiento de bala     | Nadzeya Astapchuk, Bielorrusia             | Krystyna Zabawska, Polonia        | Lieja Tunks, Holanda            |
| Lanzamiento de disco    | Věra Pospíšilová-Cechlová, República Checa | Natalia Sadova, Rusia             | Irina Yatchenko, Bielorrusia    |
| Lanzamiento de jabalina | Osleidys Menéndez, Cuba                    | Nikola Brejchová, República Checa | Steffi Nerius, Alemania         |
| Lanzamiento de martillo | Olga Kuzenkova, Rusia                      | Olga Tsander, Bielorrusia         | Manuela Montebrun, Francia      |